# Karangbendo (Ponggok)
Karangbendo is een bestuurslaag in het regentschap Blitar van de provincie Oost-Java, Indonesië. Karangbendo telt 6313 inwoners (volkstelling 2010).